# Echinopodium araucanum
Echinopodium araucanum är en tvåvingeart som beskrevs av Duret 1974. Echinopodium araucanum ingår i släktet Echinopodium och familjen svampmyggor. Inga underarter finns listade i Catalogue of Life.